# Liste der Stolpersteine in Alphen aan den Rijn

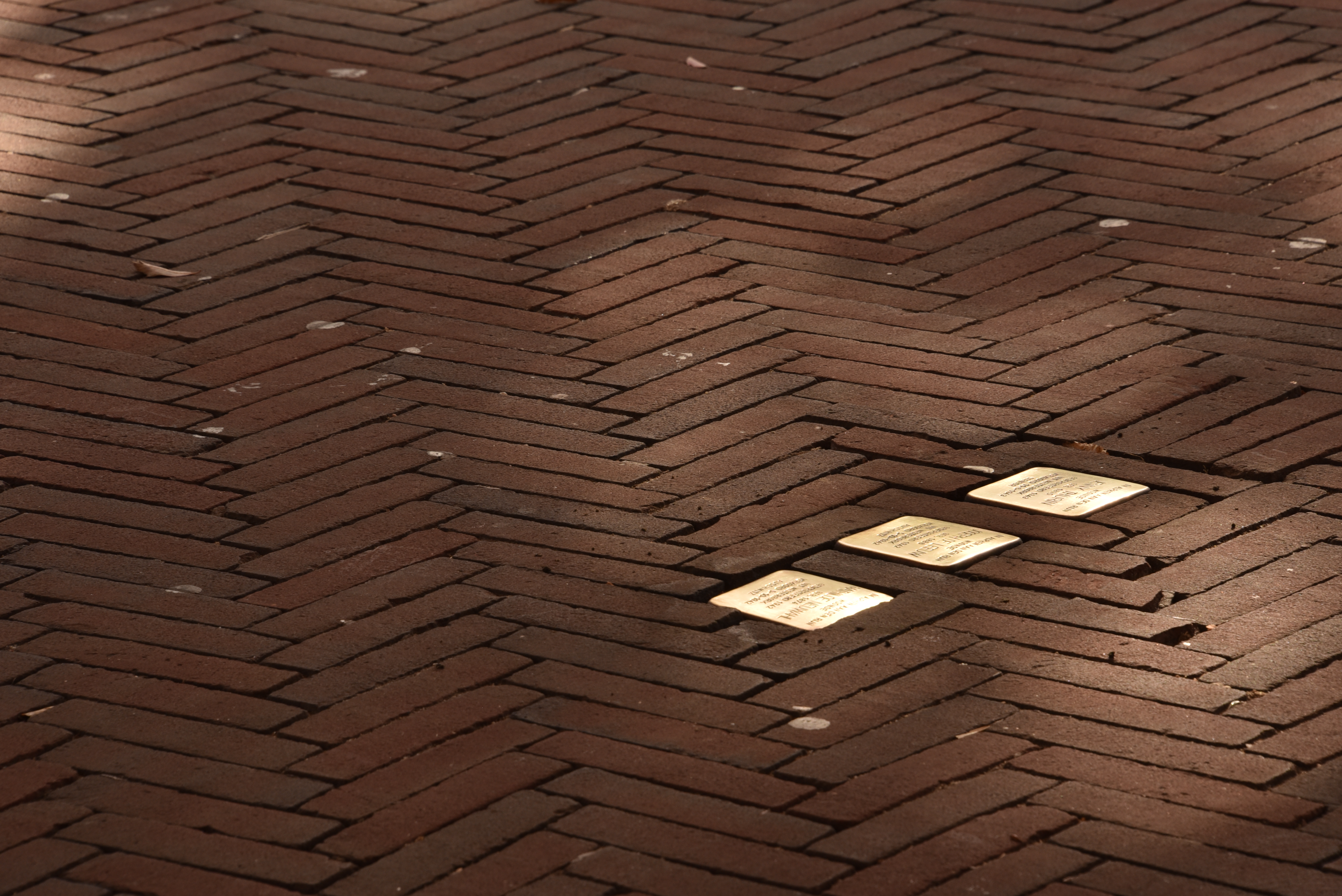
Stolperstein in Alphen aan den Rijn

Die Liste der Stolpersteine in Alphen aan den Rijn umfasst die Stolpersteine, die vom deutschen Künstler Gunter Demnig in Alphen aan den Rijn verlegt wurden, einer Gemeinde im Norden der niederländischen Provinz Zuid-Holland. Stolpersteine sind Opfern des Nationalsozialismus gewidmet, all jenen, die vom NS-Regime drangsaliert, deportiert, ermordet, in die Emigration oder in den Suizid getrieben wurden. Demnig verlegt für jedes Opfer einen eigenen Stein, im Regelfall vor dem letzten selbst gewählten Wohnsitz.
Die ersten Verlegungen in der Gemeinde Alphen aan den Rijn fanden am 15. November 2020 statt.

## Verlegte Stolpersteine

### Aarlanderveen
In Aarlanderveen wurde ein Stolperstein verlegt.
| Stolperstein | Übersetzung                                                                                    | Verlegort                   | Name, Leben              |
| ------------ | ---------------------------------------------------------------------------------------------- | --------------------------- | ------------------------ |
|              | HIER WOHNTE DAVID WESSEL GEB. 1874 DEPORTEIRT 1942 AUS WESTERBORK ERMORDET 5-10-1942 AUSCHWITZ | Stationsweg 2 Aarlanderveen | David Wessel (1874–1942) |

### Alphen aan den Rijn
In Alphen aan den Rijn wurden bislang 53 Stolpersteine an 18 Adressen verlegt.
| Stolperstein | Übersetzung | Verlegort                                                   | Name, Leben                                                                                         |
| ------------ | --- | ----------------------------------------------------------- | --------------------------------------------------------------------------------------------------- |
|              | HIER WOHNTE SAMUEL AARDEWERK GEB. 1910 DEPORTIERT 1943 AUS WESTERBORK ERMORDET 16-7-1943 SOBIBOR                     | Rijnkade 10 Alphen aan den Rijn                             | Samuel Aardewerk (1910–1943)                                                                        |
|              | HIER WOHNTE BERTHA AARDEWERK- VAN DER HOEK GEB. 1909 DEPORTIERT 1943 AUS WESTERBORK ERMORDET 16.7.1943 SOBIBOR       | Rijnkade 10 Alphen aan den Rijn                             | Bertha Aardewerk-van der Hoek                                                                       |
|              | HIER WOHNTE DAVID CASSIER GEB. 1901 DEPORTIERT 1942 AUS WESTERBORK ERMORDET 30.9.1942 AUSCHWITZ                      | Gouwsluisseweg 81 Alphen aan den Rijn                       | David Cassier                                                                                       |
|              | HIER WOHNTE EMANUËL CASSIER GEB. 1891 DEPORTIERT 1942 AUS WESTERBORK ERMORDET 5.10.1942 AUSCHWITZ                    | Vorselenburgstraat 31 Alphen aan den Rijn                   | Emanuël Cassier (1891–1942)                                                                         |
|              | HIER WOHNTE HENDRIKA CASSIER GEB. 1892 DEPORTIERT 1942 AUS WESTERBORK ERMORDET 5.10.1942 AUSCHWITZ                   | Vorselenburgstraat 31 Alphen aan den Rijn                   | Hendrika Cassier                                                                                    |
|              | HIER WOHNTE ISAÄC CASSIER GEB. 1933 DEPORTIERT 1942 AUS WESTERBORK ERMORDET 19.8.1942 AUSCHWITZ                      | Gouwsluisseweg 81 Alphen aan den Rijn                       | Isaac Cassier                                                                                       |
|              | HIER WOHNTE ISRAEL CASSIER GEB. 1934 DEPORTIERT 1942 AUS WESTERBORK ERMORDET 19.8.1942 AUSCHWITZ                     | Gouwsluisseweg 81 Alphen aan den Rijn                       | Israel Cassier                                                                                      |
|              | HIER WOHNTE ELISABETH CASSIER-DE LEEUW GEB. 1862 DEPORTIERT 1942 AUS WESTERBORK ERMORDET 05.10.1942 AUSCHWITZ        | Vorselenburgstraat 31 Alphen aan den Rijn                   | Elisabeth Cassier-de Leeuw                                                                          |
|              | HIER WOHNTE MIETJE CASSIER-WATERMAN GEB. 1908 DEPORTIERT 1942 AUS WESTERBORK ERMORDET 19.08.1942 AUSCHWITZ           | Gouwsluisseweg 81 Alphen aan den Rijn                       | Mietje Cassier-Waterman                                                                             |
|              | HIER WOHNTE SIEGMUND COHEN GEB. 1874 DEPORTIERT 1943 AUS WESTERBORK ERMORDET 7-5-1943 SOBIBOR                        | Javastraat 4 (Van Boetzelaerstraat 31) Alphen aan den Rijn  | Siegmund Cohen (1874–1943)                                                                          |
|              | HIER WOHNTE OLGA COHEN-GOUDBERG GEB. 1885 DEPORTIERT 1943 AUS WESTERBORK ERMORDET 7-5-1943 SOBIBOR                   | Javastraat 4 (Van Boetzelaerstraat 31) Alphen aan den Rijn  | Olga Cohen-Goudberg (1885–1943)                                                                     |
|              | HIER WOHNTE DAVID VAN DIEN GEB. 1882 DEPORTIERT 1942 AUS WESTERBORK ERMORDET 15-12-1942 AUSCHWITZ                    | Stationsstraat 13 Alphen aan den Rijn                       | David van Dien (1882–1942)                                                                          |
|              | HIER WOHNTE ISAÄC VAN DIEN GEB. 1940 DEPORTIERT 1942 AUS WESTERBORK ERMORDET 5.10.1942 AUSCHWITZ                     | Van Mandersloostraat 98 Alphen aan den Rijn                 | Isaäc van Dien (1940–1942)                                                                          |
|              | HIER WOHNTE JUDITH VAN DIEN GEB. 1909 DEPORTIERT 1943 AUS WESTERBORK ERMORDET 21-5-1943 SOBIBOR                      | Stationsstraat 13 Alphen aan den Rijn                       | Judith van Dien (1909–1943)                                                                         |
|              | HIER WOHNTE LOUIS VAN DIEN GEB. 1885 DEPORTIERT 1942 AUS WESTERBORK ERMORDET 26-10-1942 AUSCHWITZ                    | Stationsstraat 3 Alphen aan den Rijn                        | Louis Nathan van Dien (1885–1942)                                                                   |
|              | HIER WOHNTE NIEK VAN DIEN GEB. 1912 DEPORTIERT 1942 AUS WESTERBORK ERMORDET 1.11.1943 SCHOPPINITZ                    | Van Mandersloostraat 98 Alphen aan den Rijn                 | Nathan van Dien (1912–1943), genannt Niek                                                           |
|              | HIER WOHNTE FLIP VAN DIEN GEB. 1910 DEPORTIERT 1942 AUS WESTERBORK ERMORDET 31-10-1943 SCHÖPPENITZ                   | Zaalbergstraat 17 Alphen aan den Rijn                       | Philippus Nathan van Dien (1910–1943), auch Flip                                                    |
|              | HIER WOHNTE ROOSJE VAN DIEN GEB. 1935 DEPORTIERT 1942 AUS WESTERBORK ERMORDET 5-10-1942 AUSCHWITZ                    | Zaalbergstraat 17 Alphen aan den Rijn                       | Roosje Eva van Dien (1935–1942)                                                                     |
|              | HIER WOHNTE SARA VAN DIEN GEB. 1938 DEPORTIERT 1942 AUS WESTERBORK ERMORDET 5-10-1942 AUSCHWITZ                      | Van Mandersloostraat 98 Alphen aan den Rijn                 | Sara van Dien (1938–1942)                                                                           |
|              | HIER WOHNTE JUDIK VAN DIEN-GOUDSMIT GEB. 1861 INTERNIERT 1-10-1942 ERMORDET 1-12-1942 WESTERBORK                     | Stationsstraat 13 Alphen aan den Rijn                       | Judik Levie van Dien-Goudsmit (1861–1942)                                                           |
|              | HIER WOHNTE ROOSJE VAN DIEN- KROON GEB. 1914 DEPORTIERT 1942 AUS WESTERBORK ERMORDET 5.10.1942 AUSCHWITZ             | Van Mandersloostraat 98 Alphen aan den Rijn                 | Roosje van Dien-Kroon (1914–1942)                                                                   |
|              | HIER WOHNTE ROZALINA VAN DIEN-VAN RIJN GEB. 1908 DEPORTIERT 1942 AUS WESTERBORK ERMORDET 5-10-1942 AUSCHWITZ         | Zaalbergstraat 17 Alphen aan den Rijn                       | Rozalina van Dien-van Rhijn (1908–1942)                                                             |
|              | HIER WOHNTE SARA VAN DIEN-WALG GEB. 1886 DEPORTIERT 1942 AUS WESTERBORK ERMORDET 5-10-1942 AUSCHWITZ                 | Stationsstraat 3 Alphen aan den Rijn                        | Sara van Dien-Walg (1886–1942)                                                                      |
|              | HIER WOHNTE ROOSJE VAN DIEN-DE WINTER GEB. 1887 DEPORTIERT 1942 AUS WESTERBORK ERMORDET 15-12-1942 AUSCHWITZ         | Stationsstraat 13 Alphen aan den Rijn                       | Roosje van Dien-de Winter (1887–1942)                                                               |
|              | HIER WOHNTE WOLFGANG DINKELSPIEL GEB. 1897 DEPORTIERT 1943 AUS VUGHT ERMORDET 11-6-1943 SOBIBOR                      | Emmalaan 14 Alphen aan den Rijn                             | Wolfgang Luitpold Dinkelspiel (1897–1943)                                                           |
|              | HIER WOHNTE FRIEDRERIKE DINKELSPIEL-WALDECK GEB. 1913 DEPORTIERT 1943 AUS VUGHT ERMORDET 11-6-1943 SOBIBOR           | Emmalaan 14 Alphen aan den Rijn                             | Friederike Ruth Dinkelspiel-Waldeck (1913–1943)                                                     |
|              | HIER WOHNTE ABRAHAM ENGELSMAN GEB. 1896 DEPORTIERT 1942 AUS WESTERBORK ERMORDET 31.3.1944 AUSCHWITZ                  | Prins Hendrikstraat 157 Alphen aan den Rijn                 | Abraham Jacob Engelsman (1896–1944)                                                                 |
|              | HIER WOHNTE ESTER ENGELSMAN-KOHN GEB. 1889 DEPORTIERT 1943 AUS WESTERBORK ERMORDET 10.9.1943 AUSCHWITZ               | Prins Hendrikstraat 157 Alphen aan den Rijn                 | Ester Engelsman-Kohn (1889–1943)                                                                    |
|              | HIER WOHNTE HENRIËTTE FREUND-SPIEGEL GEB. 1863 DEPORTIERT 1942 AUS WESTERBORK ERMORDET 5-10-1942 AUSCHWITZ           | Bloemhofstraat 14 Alphen aan den Rijn                       | Henriette Freund-Spiegel (1863–1942)                                                                |
|              | HIER WOHNTE MAURITS HIJMANS GEB. 1927 DEPORTIERT 1942 AUS WESTERBORK ERMORDET 5-10-1942 AUSCHWITZ                    | Bloemhofstraat 14 Alphen aan den Rijn                       | Maurits Siegfried Hijmans (1927–1942)                                                               |
|              | HIER WOHNTE AALTJE HIJMANS-DE LEEUW GEB. 1890 DEPORTIERT 1942 AUS WESTERBORK ERMORDET 5-10-1942 AUSCHWITZ            | Bloemhofstraat 14 Alphen aan den Rijn                       | Aaltje Hijmans-de Leeuw (1890–1942)                                                                 |
|              | HIER WOHNTE LEOPOLD HONIG GEB. 1873 DEPORTIERT 1942 AUS WESTERBORK ERMORDET 5-10-1942 AUSCHWITZ                      | Hazeveld 28 Alphen aan den Rijn                             | Leopold Honig (1873–1942) In Berlin liegt ebenfalls ein Stolperstein für ihn.                       |
|              | HIER WOHNTE PAULA HONIG-BUTTERMILCH GEB. 1887 DEPORTIERT 1942 AUS WESTERBORK ERMORDET 5-10-1942 AUSCHWITZ            | Hazeveld 28 Alphen aan den Rijn                             | Paula Honig-Buttermilch (1887–1942) In Berlin erinnert ebenfalls ein Stolperstein an ihr Schicksal. |
|              | HIER WOHNTE ALEXANDER LADENDORFF GEB. 1874 DEPORTIERT 1942 AUS WESTERBORK ERMORDET 5-10-1942 AUSCHWITZ               | Prins Bernhardlaan 15 Alphen aan den Rijn                   | Alexander Ladendorff (1874–1942)                                                                    |
|              | HIER WOHNTE MARGARETHA LADENDORFF- WOLFFHEIM GEB. 1882 DEPORTIERT 1942 AUS WESTERBORK ERMORDET 5-10-1942 AUSCHWITZ   | Prins Bernhardlaan 15 Alphen aan den Rijn                   | Margaretha Ladendorff-Wolffheim (1882–1942)                                                         |
|              | HIER WOHNTE ABRAHAM DE LEEUW GEB. 1860 DEPORTIERT 1942 AUS WESTERBORK ERMORDET 5-10-1942 AUSCHWITZ                   | Gouwsluisseweg Alphen aan den Rijn                          | Abraham de Leeuw (1860–1942)                                                                        |
|              | HIER WOHNTE HARTOG DE LEEUW GEB. 1906 DEPORTIERT 1942 AUS WESTERBORK ERMORDET 30-9-1942 AUSCHWITZ                    | Gouwsluisseweg Alphen aan den Rijn                          | Hartog de Leeuw (1906–1942)                                                                         |
|              | IN ALPHEN AAN DEN RIJN WOHNTE JOSEPH DE LEEUW GEB. 1886 DEPORTIERT 1942 AUS WESTERBORK ERMORDET 5.10.1942 AUSCHWITZ  | Stadhuisoplein 1 (vor dem Gemeindehaus) Alphen aan den Rijn | Joseph de Leeuw (1886–1942)                                                                         |
|              | HIER WOHNTE KLAZINA DE LEEUW GEB. 1888 DEPORTIERT 1942 AUS WESTERBORK ERMORDET 5-10-1942 AUSCHWITZ                   | Rijnkade 5 Alphen aan den Rijn                              | Klazina de Leeuw (1888–1942)                                                                        |
|              | HIER WOHNTE RIKA DE LEEUW GEB. 1910 DEPORTIERT 1942 AUS WESTERBORK ERMORDET 30-9-1942 AUSCHWITZ                      | Gouwsluisseweg Alphen aan den Rijn                          | Rika de Leeuw, auch Rika, (1910–1942)                                                               |
|              | HIER WOHNTE JUDIK DE LEEUW- VAN BAARZEL GEB. 1878 DEPORTIERT 1942 AUS WESTERBORK ERMORDET 5-10-1942 AUSCHWITZ        | Gouwsluisseweg Alphen aan den Rijn                          | Judik de Leeuw-van Baarzel (1878–1942)                                                              |
|              | HIER WOHNTE DORA MARCUS-WEINGARTEN GEB. 1874 DEPORTIERT 1942 AUS WESTERBORK ERMORDET 5-10-1942 AUSCHWITZ             | Javastraat 4 (Van Boetzelaerstraat 31) Alphen aan den Rijn  | Dora Marcus-Weingarten (1874–1942)                                                                  |
|              | IN ALPHEN AAN DEN RIJN WOHNTE MATHILDE NEUWAHL GEB. 1874 DEPORTIERT 1942 AUS WESTERBORK ERMORDET 5.10.1942 AUSCHWITZ | Stadhuisoplein 1 (vor dem Gemeindehaus) Alphen aan den Rijn | Mathilde Neuwahl-Mosheim (1874–1942)                                                                |
|              | HIER WOHNTE IDA PLATZ-HEIMBACH GEB. 1858 INTERNIERT 1943 ERMORDET 20-4-1943 WESTERBORK                               | Gouwsluisseweg 76 Alphen aan den Rijn                       | Ida Platz-Heimbach (1858–1943)                                                                      |
|              | HIER WOHNTE EMANUEL VAN RHIJN GEB. 1905 DEPORTIERT 1942 AUS WESTERBORK ERMORDET 30-6-1943 SCHÖPPENITZ                | Hooftstraat 73 Alphen aan den Rijn                          | Emanuel van Rhijn (1905–1943)                                                                       |
|              | HIER WOHNTE EVA VAN RHIJN GEB. 1937 DEPORTIERT 1942 AUS WESTERBORK ERMORDET 5-10-1942 AUSCHWITZ                      | Hooftstraat 73 Alphen aan den Rijn                          | Eva Roosje van Rhijn (1937–1942)                                                                    |
|              | HIER WOHNTE JANSJE VAN RHIJN-VAN DIEN GEB. 1913 DEPORTIERT 1942 AUS WESTERBORK ERMORDET 5-10-1942 AUSCHWITZ          | Hooftstraat 73 Alphen aan den Rijn                          | Jansje van Rhijn-van Dien (1913–1942)                                                               |
|              | HIER WOHNTE HERSZ ROSENBLATT GEB. 1877 DEPORTIERT 1942 AUS WESTERBORK ERMORDET 5.10.1942 AUSCHWITZ                   | Rijnkade 10 Alphen aan den Rijn                             | Hersz Rosenblatt                                                                                    |
|              | HIER WOHNTE FRAJDJA ROSENBLATT-SCHWARTZBRART GEB. 1875 DEPORTIERT 1942 AUS WESTERBORK ERMORDET 5.10.1942 AUSCHWITZ   | Rijnkade 10 Alphen aan den Rijn                             | Frajdja Rosenblatt-Schwartzbrart                                                                    |
|              | IN ALPHEN AAN DEN RIJN WOHNTE JENNY THURIN GEB. 1895 DEPORTIERT 1943 AUS WESTERBORK ERMORDET 11.6.1943 SOBIBOR       | Stadhuisoplein 1 (vor dem Gemeindehaus) Alphen aan den Rijn | Jenny Thurin (1895–1943)                                                                            |
|              | HIER WOHNTE SIEGFRIED WEINBERG GEB. 1906 DEPORTIERT 1944 AUS WESTERBORK UMGEKOMMEN 7-5-1945 TRÖBITZ                  | Javastraat 4 (Van Boetzelaerstraat 31) Alphen aan den Rijn  | Siegfried Weinberg (1906–1945)                                                                      |
|              | HIER WOHNTE EMMA WOLFSTEIN-PLATZ GEB. 1888 DEPORTIERT 1943 AUS WESTERBORK ERMORDET 21-10-1944 AUSCHWITZ              | Gouwsluisseweg 76 Alphen aan den Rijn                       | Emma Wolfstein-Platz (1888–1944)                                                                    |
|              | HIER WOHNTE PAUL WOLFSTEIN GEB. 1882 DEPORTIERT 1943 AUS WESTERBORK ERMORDET 21-10-1944 AUSCHWITZ                    | Gouwsluisseweg 76 Alphen aan den Rijn                       | Paul Wolfstein (1882–1944)                                                                          |

### Boskoop
In Boskoop, einem Ortsteil von Alphen aan den Rijn, wurden bislang drei Stolpersteine an drei Adressen verlegt.
| Stolperstein | Übersetzung                                                                                                 | Verlegort                             | Name, Leben                            |
| ------------ | --- | ------------------------------------- | -------------------------------------- |
|              | HIER WOHNTE MARIANNE ALIDA HAMBURGER GEB. 1924 DEPORTIERT 1944 AUS WESTERBORK GESTORBEN 31.1.1945 AUSCHWITZ | Boskoop, Burgemeester Colijnstraat 60 | Marianne Alida Hamburger (1924–1945)   |
|              | HIER WOHNTE FRITS HILLEL VAN HERTZFELD GEB. 1916 DEPORTIERT 1942 ERMORDET 18.6.1942 NEUENGAMME              | Boskoop, Rozenlaan 23                 | Frits Hillel van Hertzfeld (1916–1942) |
|              | HIER WOHNTE DAVID DE MIRANDA GEB. 1895 DEPORTIERT 1942 AUS WESTERBORK ERMORDET 14.12.1942 AUSCHWITZ         | Boskoop, Reijerskoop 89               | David de Miranda (1895–1942)           |

## Verlegedaten
- 15. November 2020: Alphen aan den Rijn[51] (ursprünglich geplant war der 5. Mai 2020)
- 30. Oktober 2021: Boskoop

Es sollen noch weitere sieben Stolpersteine in Alphen aan den Rijn verlegt werden.